# Armin van Buuren
Armin van Buuren (født d. 25. december 1976) er en hollandsk tranceproducer og DJ. Han er født i Leiden, Nederlandende, men voksede op i Koudekerk aan den Rijn. I 2007, 2008, 2009, 2010 og 2012 blev han kåret til verdens bedste DJ af det internationalt anerkendte magasin DJ Mag i deres top 100 afstemning. Armin van Buuren har sit eget ugentlige radioshow "A State of Trance" (ASOT), som er det mest hørte radioprogram verdenen over med over 30 millioner lyttere hver uge i mere end 40 lande. Første episode blev udsendt d. 1. juni 2001.

## Diskografi
- 76 (2003)
- Shivers (2005)
- Imagine (2008)
- Mirage (2010)
- Intense (2013)
- Embrace (2015)
- Balance (2019)
- A State of Trance Forever (2021)[1]
- Feel Again (2022-2023)